# Tetragastris
Tetragastris es un género  de plantas  perteneciente a la familia Burseraceae. Comprende 21 especies descritas y de estas, solo 7 aceptadas.

## Taxonomía
El género fue descrito por Joseph Gaertner y publicado en De Fructibus et Seminibus Plantarum. . . . 2: 130. 1790. La especie tipo es: Tetragastris ossea Gaertn. 

## Especies aceptadas
A continuación se brinda un listado de las especies del género Tetragastris aceptadas hasta octubre de 2013, ordenadas alfabéticamente. Para cada una se indica el nombre binomial seguido del autor, abreviado según las convenciones y usos.
- Tetragastris altissima (Aubl.) Swart - cedro blanco de Guayana, cedro rojo de la Guayana, jacifate del Orinoco; de él se extrae la resina mara de la Guayana[3]
- Tetragastris balsamifera (Sw.) Oken - árbol del bálsamo de las Antillas, azucarero de montaña, goaconar de las Antillas, palo cochino de las Antillas;[3] también denominada abey macho[4] en la República Dominicana.
- Tetragastris breviacuminata Swart
- Tetragastris hostmannii (Engl.) Kuntze
- Tetragastris mucronata (Rusby) Swart
- Tetragastris occhionii (Rizzini) D.C. Daly
- Tetragastris panamensis (Engl.) Kuntze
- Tetragastris varians Little